# IC 1001
IC 1001 — галактика типу S (спіральна галактика) у сузір'ї Діва.
Цей об'єкт міститься в оригінальній редакції індексного каталогу.